# Zhaba
Zhaba, maleni tibetsko-burmanski narod skupine Tangut-Qiang, podskupine Qiang, naseljen na Tibetu u distriktima Zhamai (okrug Yajiang) i Zhaba (okrug Daofu) u tibetskoj autonomnoj prefekturi Ganzi (Garzê). 
Sami sebe oni nazivaju Buozi, a ime Zhaba dobili su od svojih susjeda Khampa Tibetanaca, pod čijom ih nacionalnošču vodi službena kineska politika. Jezično su najbliži narodu Queyu.
Očuvali su stara predbudistička vjerovanja u demone i duhove. Populacija im iznosi oko 25.000; 7,700 govornika (1995).